# Mary J. Blige's My Life
Mary J. Blige's My Life è un film documentario del 2021 diretto da Vanessa Roth.
La pellicola è incentrata sulla vita e carriera della cantante e attrice Mary J. Blige, che ne è anche una produttrice. Il titolo riprende quello dell'album My Life, uno dei progetti discografici di maggior successo dell'artista.

## Trama
Mary J. Blige si racconta fra carriera e vita privata, raccontando la genesi dell'album che ha lanciato la sua carriera ai massimi livelli negli anni 90: My Life. L'artista racconta la genesi del suo successo e di un album che definisce "fra i più dark della mia carriera", nonché dell'evoluzione della sua produzione artistica negli anni successivi. Blige parla anche dei momenti più bui della sua vita, in cui ha dovuto combattere con dipendenze da stupefacenti e alcool, e di come è riuscita ad uscirne.

## Promozione
Il trailer del film è stato distribuito a partire dal 1º giugno 2021.

## Distribuzione
Il film è stato reso disponibile in tutto il mondo sulla piattaforma Prime Video a partire dal 25 giugno 2021.